# Veldrijden in het seizoen 2013-2014
Het veldritseizoen 2013-2014 begon op 7 september 2013 met de Nittany Lion Cross in het Amerikaanse Breinigsville en eindigde op 23 februari 2014 met de Internationale Sluitingsprijs in Oostmalle, België.

## UCI ranking

### Eindstanden
De landenrankings per categorie werden opgemaakt door optelling van de punten die behaald werden door de eerste drie geklasseerde renners van elk land. In het geval dat landen gelijk stonden in de stand, was de plaats van hun beste renner in de individuele stand beslissend.

#### Mannen
| Plaats | Renner               | Punten |
| ------ | -------------------- | ------ |
| 1      | Lars van der Haar    | 1.771  |
| 2      | Sven Nys             | 1.638  |
| 3      | Niels Albert         | 1.488  |
| 4      | Kevin Pauwels        | 1.462  |
| 5      | Philipp Walsleben    | 1.454  |
| 6      | Tom Meeusen          | 1.414  |
| 7      | Francis Mourey       | 1.388  |
| 8      | Mathieu van der Poel | 1.326  |
| 9      | Klaas Vantornout     | 1.324  |
| 10     | Wout van Aert        | 1.134  |
| 11     | Rob Peeters          | 1.048  |
| 12     | Thijs van Amerongen  | 884    |
| 13     | Enrico Franzoi       | 780    |
| 14     | Bart Aernouts        | 738    |
| 15     | Jeremy Powers        | 728    |
| 16     | Corné van Kessel     | 722    |
| 17     | Martin Bína          | 717    |
| 18     | Zdeněk Štybar        | 710    |
| 19     | Wietse Bosmans       | 606    |
| 20     | Marcel Meisen        | 591    |

| Plaats | Land                | Punten |
| ------ | ------------------- | ------ |
| 1      | België              | 4.588  |
| 2      | Nederland           | 3.981  |
| 3      | Duitsland           | 2.461  |
| 4      | Frankrijk           | 2.023  |
| 5      | Tsjechië            | 1.836  |
| 6      | Verenigde Staten    | 1.817  |
| 7      | Zwitserland         | 1.575  |
| 8      | Italië              | 1.116  |
| 9      | Spanje              | 885    |
| 10     | Slowakije           | 856    |
| 11     | Verenigd Koninkrijk | 779    |
| 12     | Canada              | 614    |
| 13     | Polen               | 567    |
| 14     | Japan               | 464    |
| 15     | Denemarken          | 413    |
| 16     | Luxemburg           | 301    |
| 17     | Hongarije           | 270    |
| 18     | Portugal            | 260    |
| 19     | Ierland             | 260    |
| 20     | Australië           | 260    |

| Plaats | Land                | Punten |
| ------ | ------------------- | ------ |
| 1      | België              | 2.266  |
| 2      | Nederland           | 1.986  |
| 3      | Tsjechië            | 803    |
| 4      | Frankrijk           | 644    |
| 5      | Verenigde Staten    | 642    |
| 6      | Verenigd Koninkrijk | 313    |
| 7      | Spanje              | 287    |
| 8      | Canada              | 283    |
| 9      | Zwitserland         | 249    |
| 10     | Italië              | 237    |
| 11     | Japan               | 234    |
| 12     | Duitsland           | 226    |
| 13     | Polen               | 220    |
| 14     | Hongarije           | 200    |
| 15     | Ierland             | 200    |
| 16     | Portugal            | 200    |
| 17     | Australië           | 200    |
| 18     | Denemarken          | 151    |
| 19     | Luxemburg           | 110    |
| 20     | Kroatië             | 75     |

#### Vrouwen
| Plaats | Renster                | Punten |
| ------ | ---------------------- | ------ |
| 1      | Katherine Compton      | 2.070  |
| 2      | Helen Wyman            | 1.838  |
| 3      | Marianne Vos           | 1.820  |
| 4      | Sanne Cant             | 1.810  |
| 5      | Nikki Harris           | 1.730  |
| 6      | Ellen Van Loy          | 1.083  |
| 7      | Eva Lechner            | 1.030  |
| 8      | Pavla Havlíková        | 862    |
| 9      | Lucie Chainel-Lefèvre  | 852    |
| 10     | Sophie De Boer         | 839    |
| 11     | Elle Anderson          | 740    |
| 12     | Loes Sels              | 696    |
| 13     | Sabrina Stultiens      | 693    |
| 14     | Meredith Miller        | 675    |
| 15     | Kaitlin Keough         | 656    |
| 16     | Gabriella Durrin       | 645    |
| 17     | Martina Mikulášková    | 628    |
| 18     | Kateřina Nash          | 580    |
| 19     | Pauline Ferrand-Prévot | 575    |
| 20     | Crystal Anthony        | 555    |

| Plaats | Land                | Punten |
| ------ | ------------------- | ------ |
| 1      | Verenigd Koninkrijk | 4.213  |
| 2      | België              | 3.589  |
| 3      | Verenigde Staten    | 3.485  |
| 4      | Nederland           | 3.352  |
| 5      | Tsjechië            | 2.070  |
| 6      | Frankrijk           | 1.974  |
| 7      | Italië              | 1.680  |
| 8      | Duitsland           | 1.084  |
| 9      | Luxemburg           | 676    |
| 10     | Japan               | 670    |
| 11     | Zweden              | 536    |
| 12     | Slowakije           | 505    |
| 13     | Canada              | 495    |
| 14     | Denemarken          | 478    |
| 15     | Zwitserland         | 433    |
| 16     | Oostenrijk          | 353    |
| 17     | Spanje              | 313    |
| 18     | Australië           | 217    |
| 19     | Nieuw-Zeeland       | 215    |
| 20     | Kroatië             | 200    |
| 20     | Ierland             | 200    |
| 20     | Polen               | 200    |
| 20     | Portugal            | 200    |
| 20     | Hongarije           | 200    |
| 20     | Finland             | 200    |

Ranking per het einde van het seizoen.

## Kalender
De wereldbeker wordt weergegeven in vetgedrukte tekst, de belangrijkste regelmatigheidscriteriums in cursief gedrukte tekst.
Voor de wedstrijdcategorieën, zie UCI-wedstrijdcategorieën.

### September
| Datum | Cross                                             | Cat. | Winnaar mannen    | Winnaar vrouwen      |
| ----- | ------------------------------------------------- | ---- | ----------------- | -------------------- |
| 7     | Nittany Lion Cross #1, Breinigsville              | C2   | Todd Wells        | Laura Van Gilder     |
| 8     | Nittany Lion Cross #2, Breinigsville              | C2   | Todd Wells        | Arley Kemmerer       |
| 14    | StarCrossed, Redmond                              | C2   | Jeremy Powers     | Gabriella Day        |
| 14    | Catamount Grand Prix #1, Williston                | C2   | Timothy Johnson   | Helen Wyman          |
| 15    | Supercross Baden, Baden                           | C1   | Philipp Walsleben | Sanne Cant           |
| 15    | Steenbergcross, Erpe-Mere                         | C2   | Niels Albert      |                      |
| 15    | Catamount Grand Prix #2, Williston                | C2   | Raphaël Gagné     | Helen Wyman          |
| 18    | Cross Vegas, Las Vegas                            | C1   | Sven Nys          | Kateřina Nash        |
| 21    | QianSen Trophy Cyclocross, Peking                 | C2   | Thijs Al          | Margriet Kloppenburg |
| 21    | Trek Cyclo-cross Collective Cup #1, Waterloo      | C2   | Jeremy Powers     | Elle Anderson        |
| 21    | Charm City Cross #1, Baltimore                    | C2   | Jonathan Page     | Helen Wyman          |
| 22    | Trek Cyclo-cross Collective Cup #2, Waterloo      | C1   | Daniel Summerhill | Elle Anderson        |
| 22    | Charm City Cross #2, Baltimore                    | C2   | Stephen Hyde      | Helen Wyman          |
| 28    | Grote Prijs Neerpelt (Soudal Classics), Neerpelt  | C2   | Niels Albert      | Sanne Cant           |
| 28    | Cross Unicov (TOI TOI Cup), Uničov                | C2   | Jakub Skála       |                      |
| 28    | NEPCX #1 - Gran Prix of Gloucester #1, Gloucester | C2   | Jeremy Powers     | Elle Anderson        |
| 29    | NEPCX #2 - Gran Prix of Gloucester #2, Gloucester | C2   | Jeremy Powers     | Elle Anderson        |

### Oktober
| Datum | Cross                                                                              | Cat. | Winnaar mannen    | Winnaar vrouwen          |
| ----- | ---------------------------------------------------------------------------------- | ---- | ----------------- | ------------------------ |
| 5     | Cross Kutna Hora (TOI TOI Cup), Kutná Hora                                         | C2   | Ondřej Bambula    |                          |
| 5     | International Cyclocross Marikovská Dolina, Udiča                                  | C2   | Egoitz Murgoitio  | Tereza Medvedová         |
| 5     | NEPCX #3 - Providence Cyclo-cross Festival #1, Providence                          | C1   | Jeremy Powers     | Kateřina Nash            |
| 6     | International Cyclocross Financne centrum, Udiča                                   | C1   | Ondřej Bambula    | Pavla Havlíková          |
| 6     | Crossquer, Dielsdorf                                                               | C2   | Lars van der Haar |                          |
| 6     | NEPCX #4 - Providence Cyclo-cross Festival #2, Providence                          | C2   | Ben Berden        | Kateřina Nash            |
| 12    | Cross Milovice (TOI TOI Cup), Milovice                                             | C2   | Tomáš Paprstka    |                          |
| 12    | Grote Prijs van Brabant, 's-Hertogenbosch                                          | C2   | Tom Meeusen       | Marianne Vos             |
| 12    | GP Région Wallonne, Dottignies                                                     | C2   | Marcel Meisen     |                          |
| 12    | Colorado Cross Classic, Boulder                                                    | C2   | Ryan Trebon       | Katherine Compton        |
| 13    | GP Mario De Clercq (Bpost bank trofee), Ronse                                      | C1   | Sven Nys          | Nikki Harris             |
| 13    | Cross Saint-Étienne-lès-Temiremont (Coupe de France), Saint-Étienne-lès-Remiremont | C2   | Francis Mourey    | Christel Ferrier-Bruneau |
| 13    | Cross Abergavenny (National Trophy), Abergavenny                                   | C2   | Paul Oldham       |                          |
| 13    | GP-5-Sterne-Region, Beromünster                                                    | C2   | Marcel Wildhaber  | Jane Nussli              |
| 13    | Boulder Cup, Boulder                                                               | C2   | Jeremy Powers     | Katherine Compton        |
| 17    | Kermiscross, Ardooie                                                               | C2   | Klaas Vantornout  |                          |
| 19    | Ellison Park Cyclocross #1, Rochester                                              | C2   | Raphaël Gagné     | Laura Van Gilder         |
| 20    | Cauberg Cyclocross (Wereldbeker), Valkenburg                                       | CDM  | Lars van der Haar | Marianne Vos             |
| 20    | Ellison Park Cyclocross #2, Rochester                                              | C2   | Raphaël Gagné     | Laura Van Gilder         |
| 22    | Nacht van Woerden, Woerden                                                         | C2   | Marcel Meisen     | Marianne Vos             |
| 26    | Cyclocross Tabor (Wereldbeker), Tabor                                              | CDM  | Lars van der Haar | Katherine Compton        |
| 26    | Gateway Cross Cup #1, Saint-Louis                                                  | C2   | Ben Berden        | Amanda Miller            |
| 27    | Cyclocross Ruddervoorde (Superprestige), Ruddervoorde                              | C1   | Klaas Vantornout  | Helen Wyman              |
| 27    | Grand-Prix de la Commune de Contern, Contern                                       | C2   | Patrick Gaudy     |                          |
| 27    | 52. Internationales Radquer Steinmaur, Steinmaur                                   | C2   | Francis Mourey    |                          |
| 27    | XXI Cyclo-cross de Karrantza, Karrantza                                            | C2   | Aitor Hernández   |                          |
| 27    | Gateway Cross Cup #2, Saint-Louis                                                  | C2   | Ben Berden        | Elle Anderson            |

### November
| Datum | Cross                                                               | Cat. | Winnaar mannen    | Winnaar vrouwen           |
| ----- | ------------------------------------------------------------------- | ---- | ----------------- | ------------------------- |
| 1     | Koppenbergcross (Bpost bank trofee), Oudenaarde                     | C1   | Tom Meeusen       | Helen Wyman               |
| 1     | Cyclo-cross international de Marle, Marle                           | C2   | Francis Mourey    |                           |
| 1     | Cincy3 Darkhorse Cyclo-Stampede, Covington                          | C2   | Ryan Trebon       | Kateřina Nash             |
| 2     | Cincy3 Lionhearts International-Cross After Dark, Mason             | C1   | Timothy Johnson   | Katherine Compton         |
| 2     | NEPCX #5 - The Cycle-Smart International #1, Northampton            | C2   | Raphaël Gagné     | Crystal Anthony           |
| 3     | Europese kampioenschappen veldrijden 2013, Mladá Boleslav           | CC   |                   | Helen Wyman               |
| 3     | Cyclocross Zonhoven (Superprestige), Zonhoven                       | C1   | Sven Nys          |                           |
| 3     | Cross Southampton (National Trophy), Southampton                    | C2   | Paul Oldham       |                           |
| 3     | Int. Radquerfeldein Lambach/Stadl-Paura, Stadl-Paura                | C2   | Enrico Franzoi    | Hanka Kupfernagel         |
| 3     | NEPCX #6 - The Cycle-Smart International #2, Northampton            | C2   | Shawn Milne       | Laura Van Gilder          |
| 3     | Cincy3 Harbin Park, Cincinnati                                      | C2   | Timothy Johnson   | Kateřina Nash             |
| 9     | Cross Hlinsko (TOI TOI Cup), Hlinsko                                | C2   | Michael Boroš     |                           |
| 9     | Internationales Cross Wochenende Wiesbaden, Wiesbaden               | C2   | Francis Mourey    | Marlène Morel-Petitgirard |
| 9     | MudFund Derby City Cup 1, Louisville                                | C1   | Ryan Trebon       | Katherine Compton         |
| 10    | Flandriencross (Superprestige), Hamme-Zogge                         | C1   | Niels Albert      | Nikki Harris              |
| 10    | GGEW City Cross Cup, Lorsch                                         | C1   | Francis Mourey    | Hanka Kupfernagel         |
| 10    | Cyclo-cross International Rennaz, Rennaz                            | C2   | Clément Venturini |                           |
| 10    | Cyclo-cross Interternational Podbrezova, Podbrezová                 | C2   | Martin Haring     |                           |
| 10    | MudFund Derby City Cup #2, Louisville                               | C2   | Jeremy Powers     | Katherine Compton         |
| 10    | HPCX, Jamesburg                                                     | C2   | Cameron Dodge     | Laura Van Gilder          |
| 11    | Jaarmarktcross Niel (Soudal Classics), Niel                         | C2   | Sven Nys          | Sanne Cant                |
| 15    | The Jingle Cross Rock - Rock #1, Iowa                               | C2   | Jeremy Powers     | Kateřina Nash             |
| 16    | Shinshu Cyclocross Nobeyama Kogen Round #1, Nobeyama Station-Nagano | C2   | Yu Takenouchi     | Ayako Toyooka             |
| 16    | GP Van Hasselt (Bpost bank trofee), Hasselt                         | C1   | Sven Nys          | Sanne Cant                |
| 16    | Cross Holé Vrchy (TOI TOI Cup), Holé Vrchy                          | C2   | Vojtěch Nipl      |                           |
| 16    | The Jingle Cross Rock - Rock #2, Iowa                               | C2   | Jeremy Powers     | Kateřina Nash             |
| 17    | Shinshu Cyclocross Nobeyama Kogen Round #2, Nobeyama Station-Nagano | C2   | Yu Takenouchi     | Ayako Toyooka             |
| 17    | Cyclocross Gavere (Superprestige), Gavere                           | C1   | Sven Nys          | Sanne Cant                |
| 17    | Cross Quelneuc (Coupe de France), Quelneuc                          | C2   | Francis Mourey    | Lucie Chainel-Lefevre     |
| 17    | Cross Durham (National Trophy), Durham                              | C2   | Paul Oldham       |                           |
| 17    | Flückiger Cross Madiswil, Madiswil                                  | C2   | Lukas Flückiger   | Sina Frei                 |
| 17    | The Jingle Cross Rock - Rock #3, Iowa                               | C1   | Timothy Johnson   | Kateřina Nash             |
| 23    | Duinencross (Wereldbeker),                                          | CDM  | Niels Albert      | Katherine Compton         |
| 23    | Super Cross Cup #1, Stony Point, New York                           | C2   | Timothy Johnson   | Arley Kemmerer            |
| 24    | Kansai Cyclo Cross Yasu Round, Yasu                                 | C1   | Yu Takenouchi     | Ayako Toyooka             |
| 24    | Cyclocross Gieten (Superprestige), Gieten                           | C1   | Niels Albert      | Helen Wyman               |
| 24    | Int. Radquer Hittnau, Hittnau                                       | C1   | Enrico Franzoi    | Alice Maria Arzuffi       |
| 24    | Super Cross Cup #2, Stony Point, New York                           | C2   | Timothy Johnson   | Laura Van Gilder          |
| 30    | Baystate Cyclo-cross, Sterling                                      | C2   | Jeremy Powers     | Elle Anderson             |
| 30    | CXLA Weekend #1 - Cross After Dark, Los Angeles                     | C2   | Ryan Trebon       | Kateřina Nash             |

### December
| Datum | Cross                                                 | Cat. | Winnaar mannen    | Winnaar vrouwen        |
| ----- | ----------------------------------------------------- | ---- | ----------------- | ---------------------- |
| 1     | Cross Milton Keynes (National Trophy), Milton Keynes  | C2   | Ian Field         |                        |
| 1     | Cyclo-cross Sion-Valais, Sion                         | C2   | Julien Taramarcaz |                        |
| 1     | Tage des Querfeldeinsports, Ternitz                   | C2   | Martin Haring     |                        |
| 1     | Bryksy Cross, Gościęcin                               | C2   | Róbert Gavenda    |                        |
| 1     | BC Grand Prix of Cyclo-cross, Surrey                  | C2   | Geoff Kabush      | Catharine Pendrel      |
| 1     | Baystate Cyclo-cross - NECX, Sterling                 | C2   | Jeremy Durrin     | Crystal Anthony        |
| 1     | CXLA Weekend #2, Los Angeles                          | C2   | Ben Berden        | Kateřina Nash          |
| 7     | Scheldecross (Soudal Classics), Antwerpen             | C1   | Niels Albert      | Katherine Compton      |
| 7     | Cross Kolin (TOI TOI Cup), Kolín                      | C2   | Tomáš Paprstka    |                        |
| 7     | Deschutes Brewery Cup, Bend                           | C1   | Timothy Johnson   | Kateřina Nash          |
| 7     | NEPCX #7 - NBX Gran Prix of Cross #1, Warwick         | C2   | Justin Lindine    | Emma White             |
| 8     | Druivencross, Overijse                                | C1   | Sven Nys          | Katherine Compton      |
| 8     | Cyclocross del Ponte, Faè di Oderzo                   | C2   | Francis Mourey    | Eva Lechner            |
| 8     | Ziklokross Igorre, Igorre                             | C2   | Aitor Hernández   |                        |
| 8     | NEPCX #8 - NBX Gran Prix of Cross #2, Warwick         | C2   | Shawn Milne       | Arley Kemmerer         |
| 14    | Cross Slany (TOI TOI Cup), Slaný                      | C2   | Michael Boroš     |                        |
| 14    | North Carolina Grand Prix #1, Hendersonville          | C2   | Jeremy Powers     | Jessica Cutler         |
| 15    | Vlaamse Industrieprijs Bosduin, Kalmthout             | C1   | Kevin Pauwels     | Sanne Cant             |
| 15    | Cross Bradford (National Trophy), Bradford            | C2   | Ian Field         |                        |
| 15    | Cyclo-cross International Ciudad de Valence, Valencia | C2   | Aitor Hernández   |                        |
| 15    | North Carolina Grand Prix #2, Hendersonville          | C2   | Jeremy Powers     | Sunny Gilbert          |
| 18    | Grote Prijs De Ster, Sint-Niklaas                     | C2   | Niels Albert      |                        |
| 21    | GP Rouwmoer (Bpost bank trofee), Essen                | C1   | Kevin Pauwels     | Sanne Cant             |
| 22    | Citadelcross (Wereldbeker), Namen                     | CDM  | Francis Mourey    | Katherine Compton      |
| 26    | GP Eric De Vlaeminck (Wereldbeker), Heusden-Zolder    | CDM  | Lars van der Haar | Katherine Compton      |
| 26    | Internationales Radquer Dagmersellen, Dagmersellen    | C2   | Francis Mourey    | Sina Frei              |
| 26    | Grand-Prix GEBA, Differdange                          | C2   | Dave de Cleyn     |                        |
| 27    | Azencross (Bpost bank trofee), Loenhout               | C1   | Sven Nys          | Marianne Vos           |
| 28    | Silvestercyclocross, Bredene                          | C2   | Zdeněk Štybar     |                        |
| 29    | Cyclocross Diegem (Superprestige), Diegem             | C1   | Sven Nys          | Sanne Cant             |
| 29    | Cross Flamanville (Coupe de France), Flamanville      | C2   | Francis Mourey    | Pauline Ferrand-Prévot |

### Januari
| Datum | Cross                                              | Cat. | Winnaar mannen     | Winnaar vrouwen   |
| ----- | -------------------------------------------------- | ---- | ------------------ | ----------------- |
| 1     | GP Sven Nys (Bpost bank trofee), Baal              | C1   | Sven Nys           | Katherine Compton |
| 1     | Grand Prix Hotel Threeland, Pétange                | C2   | Sascha Weber       |                   |
| 2     | Centrumcross, Surhuisterveen                       | C2   | Lars van der Haar  | Marianne Vos      |
| 5     | Memorial Romano Scotti (Wereldbeker), Rome         | CDM  | Niels Albert       | Katherine Compton |
| 5     | Cross Shrewsbury (National Trophy), Shrewsbury     | C2   | Yorben Van Tichelt |                   |
| 5     | Kingsport Cyclo-cross Cup, Kingsport               | C2   | Zach McDonald      | Allison Arensman  |
| 13    | Weversmisdagcross, Otegem                          | C2   | Wout Van Aert      | Helen Wyman       |
| 18    | Internationale Cyclo-Cross Rucphen, Rucphen        | C2   | Philipp Walsleben  | Marianne Vos      |
| 18    | Kasteelcross, Zonnebeke                            | C2   | Sven Nys           |                   |
| 18    | 36° Gran Premio Mamma E Papa Guerciotti AM, Milaan | C2   | Jens Vandekinderen | Francesca Cauz    |
| 19    | Cyclocross Leuven (Soudal Classics), Leuven        | C1   | Sven Nys           | Marianne Vos      |
| 19    | Cyclo-cross du Mingant, Lanarvily                  | C2   | Francis Mourey     |                   |
| 19    | Grand Prix Möbel Alvisse, Leudelange               | C2   | Laurens Sweeck     |                   |
| 26    | Cyclocross Nommay (Wereldbeker), Nommay            | CDM  | Tom Meeusen        | Marianne Vos      |
| 26    | XXV. Ispasterko Udala Sari Nagusia, Ispaster       | C2   | Jim Aernouts       |                   |

### Februari
| Datum | Cross                                                        | Cat. | Winnaar mannen       | Winnaar vrouwen |
| ----- | ------------------------------------------------------------ | ---- | -------------------- | --------------- |
| 2     | Wereldkampioenschappen veldrijden, Hoogerheide               | CM   | Zdeněk Štybar        | Marianne Vos    |
| 5     | Parkcross, Maldegem                                          | C2   | Sven Nys             |                 |
| 8     | Krawatencross (Bpost bank trofee), Lille                     | C1   | Sven Nys             | Sanne Cant      |
| 9     | Vlaamse Aardbeiencross (Superprestige), Hoogstraten          | C1   | Sven Nys             | Nikki Harris    |
| 15    | Noordzeecross (Superprestige), Middelkerke                   | C1   | Tom Meeusen          | Helen Wyman     |
| 16    | Boels Classic Internationale Cyclo-cross Heerlen, Heerlen    | C1   | Mathieu van der Poel | Helen Wyman     |
| 16    | Grote Prijs Stad Eeklo, Eeklo                                | C2   | Tom Meeusen          |                 |
| 22    | Kleicross, Lebbeke                                           | C2   | Sven Nys             |                 |
| 23    | Internationale Sluitingsprijs (Bpost bank trofee), Oostmalle | C1   | Niels Albert         | Sanne Cant      |

## Kampioenen
| Land                     | Datum              | Winnaar mannen           | Winnaar vrouwen        |
| ------------------------ | ------------------ | ------------------------ | ---------------------- |
| Wereld ( Hoogerheide)    | 1-2 februari 2014  | Zdeněk Štybar            | Marianne Vos           |
| Europa ( Mladá Boleslav) | 3 november 2013    |                          | Helen Wyman            |
|                          |                    |                          |                        |
| Australië                |                    | Allan Iacuone            | Lisa Jacobs            |
| België                   | 11-12 januari 2014 | Sven Nys                 | Sanne Cant             |
| Canada                   | 30 november 2013   | Geoff Kabush             | Catharine Pendrel      |
| Denemarken               | 12 januari 2014    | Jonas Pedersen           | Annika Langvad         |
| Duitsland                | 11-12 januari 2014 | Philipp Walsleben        | Hanka Kupfernagel      |
| Finland                  | 20 oktober 2013    | Samuel Pokala            | Jasmin Kansikas        |
| Frankrijk                | 11-12 januari 2014 | Francis Mourey           | Pauline Ferrand-Prévot |
| Groot-Brittannië         | 12 januari 2014    | Ian Field                | Helen Wyman            |
| Hongarije                | 11 januari 2014    | Gábor Fejes              | Barbara Benko          |
| Ierland                  | 12 januari 2014    | Roger Aiken              | Francine Meehan        |
| Italië                   | 12 januari 2014    | Marco Fontana            | Eva Lechner            |
| Japan                    | 8 december 2013    | Yu Takenouchi            | Sakiko Miyauchi        |
| Kroatië                  | 12 januari 2014    | Bruno Radotić            | Mia Radotić            |
| Luxemburg                | 12 januari 2014    | Christian Helmig         | Christine Majerus      |
| Nederland                | 11-12 januari 2014 | Lars van der Haar        | Marianne Vos           |
| Oostenrijk               | 12 januari 2014    | Daniel Geismayr          | Nadja Heigl            |
| Polen                    | 11-12 januari 2014 | Marek Konwa              | Paula Gorycka          |
| Portugal                 | 12 januari 2014    | Vitor Santos             | Isabel Caetano         |
| Slowakije                | 15 december 2013   | Martin Haring            | Tereza Medvedová       |
| Spanje                   | 12 januari 2014    | Javier Ruiz de Larrinaga | Aida Nuño Palacio      |
| Tsjechië                 | 11 januari 2014    | Martin Bína              | Martina Mikulášková    |
| Verenigde Staten         | 11-12 januari 2014 | Jeremy Powers            | Katherine Compton      |
| Zweden                   | 16 november 2013   | Calle Friberg            | Emma Johansson         |
| Zwitserland              | 12 januari 2014    | Lukas Flückiger          | Sina Frei              |

1982-1983 · 
1983-1984 · 
1984-1985 · 
1985-1986 · 
1986-1987 · 
1987-1988 · 
1988-1989 · 
1989-1990 · 
1990-1991 · 
1991-1992 · 
1992-1993 · 
1993-1994 · 
1994-1995 · 
1995-1996 · 
1996-1997 · 
1997-1998 · 
1998-1999 · 
1999-2000 · 
2000-2001 · 
2001-2002 · 
2002-2003 · 
2003-2004 · 
2004-2005 · 
2005-2006 · 
2006-2007 · 
2007-2008 · 
2008-2009 · 
2009-2010 · 
2010-2011 · 
2011-2012 · 
2012-2013 · 
2013-2014 · 
2014-2015 · 
2015-2016 · 
2016-2017 · 
2017-2018 · 
2018-2019 · 
2019-2020 · 
2020-2021 · 
2021-2022 · 
2022-2023 ·
2023-2024 ·
2024-2025
Kampioenschappen:  Wereldkampioenschappen · 
 Europese kampioenschappen · 
 Belgische kampioenschappen · 
 Nederlandse kampioenschappen
Klassementen:  Wereldbeker · 
 Superprestige · 
 Bpost bank trofee ·
 TOI TOI Cup ·
 Challenge national
Overig:  Soudal Classics